# 38020 Hannadam
38020 Hannadam è un asteroide della fascia principale. Scoperto nel 1998, presenta un'orbita caratterizzata da un semiasse maggiore pari a 3,1017142 UA e da un'eccentricità di 0,1547548, inclinata di 13,19709° rispetto all'eclittica.